# Национальная лаборатория по изучению возобновляемой энергии
Национальная лаборатория по изучению возобновляемой энергии (англ. National Renewable Energy Laboratory (NREL)) — самая главная научно-исследовательская лаборатория в США по изучению возобновляемой энергии и энергоэффективности. Расположена в городе Голден, штат Колорадо. NREL является государственным учреждением и финансируется за счёт Министерства энергетики США.

## История
Основанная в 1974 году NREL начала функционировать в 1977 году как Институт по изучению солнечной энергии (англ. Solar Energy Research Institute). Во время президентства Джимми Картера, лаборатория получила большое финансирование и её деятельность не ограничивалась только научными работами, но и включала в себя популяризацию знаний о солнечной энергетике среди населения. Во время президентства Рональда Рейгана, финансирование сократили на 90 %, многих сотрудников уволили и деятельность лаборатории была сведена только к НИОКР. В последние годы снова появился интерес в решении энергетических проблем, но финансирование всё ещё оставалось не стабильным. В 2006 году бюджет организации упал настолько, что NREL вынуждена была уволить 32 рабочих. В 2011 году, из-за невыполнения бюджета конгресса были сокращены 100—150 работников.
С момента своего основания в 1977 году, как Институт по изучению солнечной энергии, он работал по контракту с некоммерческой организацией MRIGlobal. В сентябре 1991 года NREL вошло в состав национальных лабораторий Министерства энергетики США, и с тех пор лаборатория получила своё нынешнее имя NREL.
Основные сферы деятельности лаборатории заключаются в исследовании возобновляемой энергии, возобновляемого топлива, встраеваемых энергетических систем и стратегическом анализе рынка энергетики.
Распределение денежных средств на исследования в 2015 году
 Солнечная энергетика (9,88 %) Ветроэнергетика (6,86 %) Гидроэнергия (1,6 %) Геотермальная энергетика (1,04 %) Биомасса (13,35 %) Строительные технологии (3,95 %) Автотранспорт (5,74 %) Прочее (57,58 %)

## Национальный центр по исследованию энергии ветра
Национальный центр по исследованию энергии ветра (англ. National Wind Technology Center (NWTC)) — самая крупная в США организация по исследованию энергии ветра. Центр занимает площадь в 123 га и расположен возле города Боулдер, Колорадо.
По состоянию на 2015 год, в Центре были следующие ветроагрегаты:
- Alstom (ECO110; 3 МВт)
- Gamesa (G97; 2 МВт)
- GE (1,5 МВт)
- Siemens (2,3 МВт).

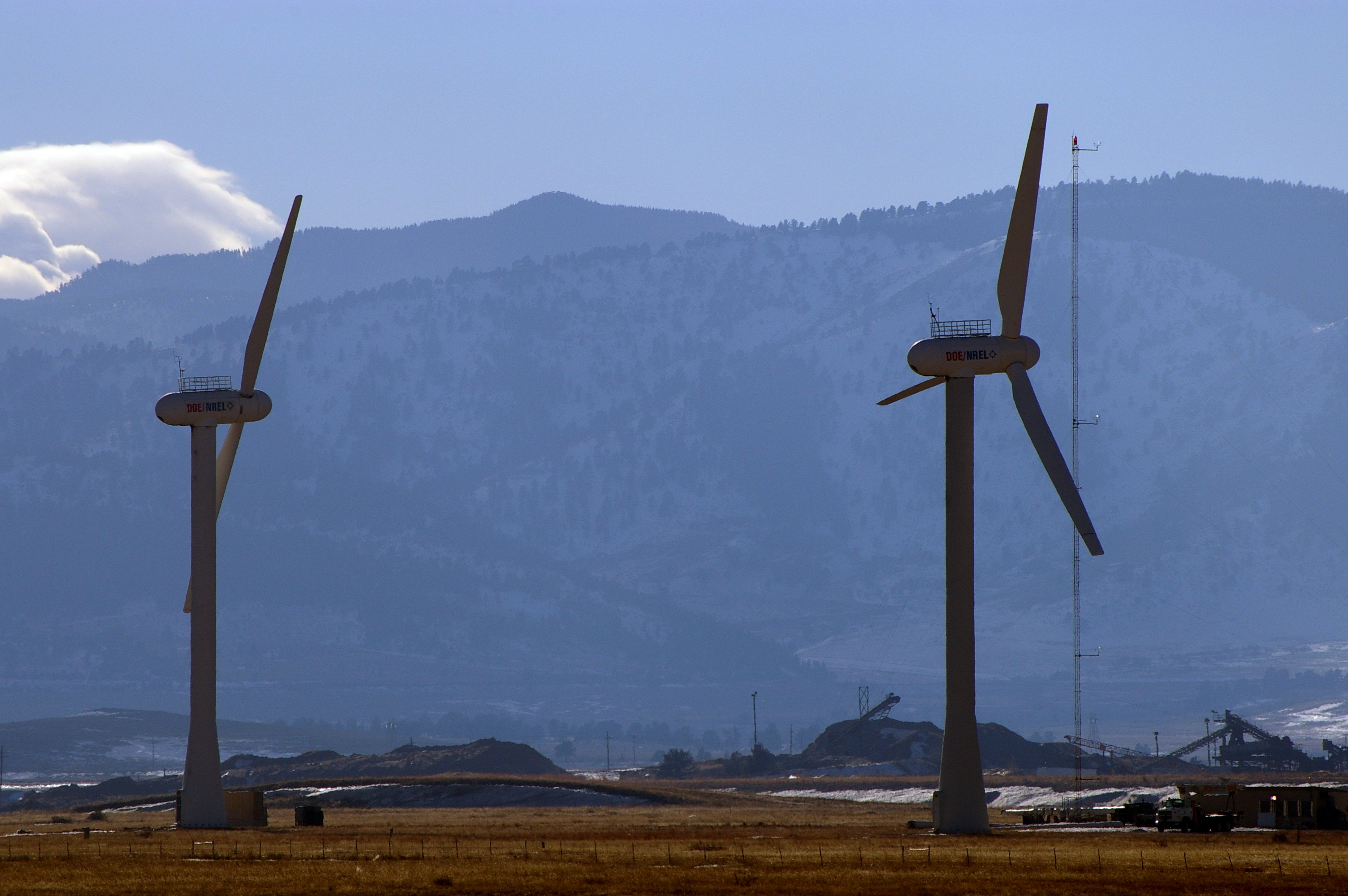
Основные исследовательские ветрогенераторы, мощностью 3 МВт Alstom и 1,5 МВт GE

В 2014 году в Центре разработали симулятор SOWFA, на основе СПО, что позволило смоделировать эффект от разных погодных условий на ветроустановку. В результате исследователи увидели нагрузку на отдельные части установки и смогли уменьшить вес конструкции.
Помимо собственной площадки для исследований учёные совместно с НАСА проводят эксперименты в аэродинамической трубе центра Эймса. В ходе испытаний определяются аэродинамические свойства новых ветрогенераторов. Также работники Национального центра по исследованию энергии ветра участвуют в создании новых карт ветровой нагрузки США.